# ILLIAC II
ILLIAC II（イリアック・ツー）は、1962年に開発されたイリノイ大学のコンピュータである。

## 概要
概念設計は1958年に提案されたもので、先進的なエミッタ結合論理 (ECL) 回路、命令パイプライン、トランジスタによるメモリなどを採用し、ILLIAC I の100倍の性能を設計目標とした。
ILLIAC II は、8192ワードの磁気コアメモリと65,536ワードの磁気ドラムメモリを持つ。コアメモリのアクセス時間は1.8～2.0マイクロ秒であり、ドラムメモリのアクセス時間は7マイクロ秒であった。高速バッファも持っていて、一時的な結果を保持する短いループを形成していた（現在のキャッシュメモリと同様のコンセプト）。高速バッファのアクセス時間は0.25マイクロ秒である。
ワードサイズは52ビットである。浮動小数点数は、指数部 7ビット（4のべき乗）で、45ビットの仮数部という形式であった。命令は26ビットのものと13ビットのものがあり、メモリ1ワードに4命令まで詰め込むことができた。

## 技術革新
- ILLIAC II は世界初のトランジスタ製コンピュータのひとつである。IBM 7030 コンピュータと同様、ILLIAC II はトランジスタが量産されることを見越して、まだ存在していないものを使う前提で設計された。
- ILLIAC II プロジェクトは IBM 7030 に先行して競合する形で進行した。ILLIACの設計文書や関連文書はイリノイ大学として公開していたため、設計チームにはIBMが ILLIAC II のアイデアをいくつも借りたのではないかと見る向きもあった.[1]。
- ILLIAC II はSRT除算アルゴリズムの発明者の一人ジェームズ・ロバートソンが設計した除算ユニットを備えていた。
- ILLIAC II は IBM 7030 と同様、最初のパイプライン方式を採用したコンピュータである。パイプラインの設計はドナルド・ギリースが行った。パイプラインの各ステージは、先行制御 (Advanced Control)、遅延制御 (Delayed Control)、相互作用 (Interplay) と名付けられた。
- ILLIAC II には、Speed-Independent Circuitry という非同期回路を使った最初のコンピュータでもある。これは、デビッド・E・ミューラーの発明であり、Muller C-Element に基づいた非同期デジタル回路である。

## 発見
完成以前の評価中、ドナルド・ギリースは ILLIAC II 向けにメルセンヌ数を探すプログラムを作った。実行してみると、新たな3つの素数が見つかった。この発見を記念して、イリノイ大学の郵便局の消印にはそのことが10年以上記され、ニューヨークタイムズ紙に取り上げられ、ギネスブックにも世界記録として掲載され、学術誌 Mathematics of Computation にも論文が掲載された。

## 退役後
完成の約10年後、ILLIAC II は分解された。そのころには数百のモジュールが単なる廃棄物になっていた。多くの学生が記念としてそれらを自宅に持ち帰っていった。ドナルド・ギリースも12個のモジュールを持ち帰っている。2006年、ギリースの遺族がそのうちの10個とフロントパネルをイリノイ大学に寄贈した。
また、ギリースの息子は ILLIAC II プロジェクトの膨大な関連文書（命令セット、設計報告、研究報告、進捗報告など全部で2000ページ）を保管していた。さらに詳細を知りたければ本人が連絡を受け付けている。文書の大部分はイリノイ大学にもある。

## その他
1960年9月に相磯秀夫は演算制御装置の設計を担当した。